# Гастев, Юрий Алексеевич
Ю́рий Алексе́евич Га́стев (22 марта 1928, Москва, Московская область, СССР — 12 октября 1993, Бостон, Массачусетс, США) — советский математик и философ, мемуарист, общественный деятель. Узник сталинских лагерей (1945—1949).

## Биография
Родился 22 марта 1928 года в Москве Московской области, СССР. Отец, Алексей Капитонович Гастев, революционер, учёный, поэт, деятель Пролеткульта, автор теории научной организации труда, основатель ЦИТа; расстрелян в 1939 году. Вскоре была арестована и осуждена к 5 годам лагерей мать Юрия, Софья Абрамовна Гринблат (1899—1979), его брат Алексей и другие члены семьи.
В годы Великой Отечественной войны Юрий работал на миномётном заводе в Свердловске, куда была эвакуирована семья. У него была обнаружена открытая форма туберкулёза, лечился в санатории. Студентом механико-математического факультета МГУ входил в дружескую компанию «Братства нищих сибаритов» (1944—1945).
Юрий Гастев был арестован по политическому обвинению вместе с группой студентов (Н. Вильямсом и другими), товарищей по названному братству (1945), приговорён к 4 годам лагерей. Отбывал срок в Коми АССР (1945—1949). После освобождения учительствовал в Тарту, вернулся в Москву в 1953 году, окончил Московский педагогический институт.
Специализировался в области математической логики, основ математики, системных исследований, философии науки. Автор ряда статей и книг по специальности. Кандидат философских наук (1971; впоследствии, в связи с эмиграцией, был лишён научной степени — иная версия чего приводится в воспоминаниях В. Волковой).
Работал в Институте конкретных социальных исследований АН СССР в секторе Ю. А. Левады. Преподавал на философском факультете МГУ (до 1974 года), в Институте повышения квалификации информационных работников (ИПКИР). Переводил математическую литературу (С. К. Клини и других). Член математической секции Научного совета по комплексной проблеме «Кибернетика» при Президиуме АН СССР. Член Союза журналистов СССР (исключён в конце 1970-х годов).
Принимал активное участие в правозащитной деятельности с конца 1960-х годов. Подписал письмо детей коммунистов, репрессированных при И. В. Сталине (1967). Автор ряда статей, распространявшихся в самиздате. Мемуары Гастева о его деле 1945 года (автобиографическая повесть «Судьба „Нищих сибаритов“») были помещены в первом самиздатском историческом сборнике «Память» (изд. — Нью-Йорк: изд-во «Хроника», 1978). В 1970-е годы тесно сотрудничал с информационным бюллетенем правозащитного движения «Хроника текущих событий». Неоднократно подвергался обыскам и допросам.
В 1981 году эмигрировал во Францию, затем — в США. Публиковался в русскоязычной прессе («Русская мысль», «Новое русское слово», «Новый американец»).
Юрий Алексеевич Гастев умер 12 октября 1993 года в Бостоне штата Массачусетса, США.
Воспоминания о Ю. Гастеве присутствуют в многочисленных мемуарах современников (Л. Алексеева, И. Губерман, М. Улановская, С. Коэн и другие).
Внук — поэт и переводчик Алексей Ткаченко-Гастев, выпускает интернет-альманах современной русской поэзии и прозы «Красный серафим».

## Труды
- Гастев Ю. А. Гомоморфизмы и модели. Логико-алгебраические аспекты моделирования. — М.: Наука, 1975. (2-е изд, испр. и доп. — М.: Либроком, 2009. — ISBN 978-5-397-00585-2.)
- Гастев Ю. А. Судьба «Нищих сибаритов» (недоступная ссылка). Часть 1 — Опубликовано в историческом сборнике «Память», № 1, Москва, 1976 (Нью-Йорк, 1978)
- Гастев Ю. А. Судьба «Нищих сибаритов» (недоступная ссылка). Часть 2 — Опубликовано в историческом сборнике «Память», № 1, Москва, 1976 (Нью-Йорк, 1978)